# Comunità montana Alburni
La Comunità montana Alburni si trova in Provincia di Salerno (Campania).
La comunità è costituita dai seguenti comuni:
- Aquara
- Bellosguardo
- Castelcivita
- Controne
- Corleto Monforte
- Ottati
- Petina
- Postiglione
- Roscigno
- Sant'Angelo a Fasanella
- Serre
- Sicignano degli Alburni

## Luoghi turistici
- Area Archeologica di Monte Pruno nel comune di Roscigno
- Roscigno Vecchia nel comune di Roscigno
- Sorgenti del torrente "Sammaro" tra i comuni di Roscigno e Sacco
- Grotte di Castelcivita nel comune di Castelcivita
- Grotta dell'Angelo nel comune di  Sant'Angelo a Fasanella
- Grotta di Sant'Elia a Postiglione

## Musei
- Museo della civiltà contadina in Serre
- Museo della civiltà contadina in Roscigno Vecchia[1]
- Antiquarium e laboratorio di archeologia[2] sugli scavi di Monte Pruno ubicato in Roscigno Nuovo.
- Museo naturalistico in Corleto Monforte.[senza fonte]

Museo degli zingari